# Ребриковка
Ребриковка — село в Красносулинском районе Ростовской области.
Входит в состав Киселевского сельского поселения.

## География

### Улицы
- ул. Веселая,
- ул. Ленина,
- ул. Мира,
- ул. Нагорная,
- ул. Новоселовская,
- ул. Пушкина.

## Население
| 2010 |
| ---- |
| 142  |